# Klaus Tanner
Klaus Tanner (* 27. Dezember 1953 in Münchberg in Oberfranken) ist ein deutscher evangelischer Theologe und Professor für Systematische Theologie und Ethik an der Universität Heidelberg. Von 2012 bis 2019 war er Leiter (im Nebenamt) der Forschungsstätte der Evangelischen Studiengemeinschaft e.V. (FEST).

## Leben
Klaus Tanner wurde 1953 in Münchberg in Oberfranken geboren. Er studierte Evangelische Theologie in Neuendettelsau, München und Heidelberg. Nach dem Studium wurde er Assistent und Akademischer Rat a. Z. am Institut für Systematische Theologie und Ethik an der LMU München. Er wurde in München promoviert mit einer Arbeit über die Demokratiekritik in der Weimarer Republik und habilitierte sich mit einer Arbeit über Begründungsprobleme der Ethik. 1993 nahm er einen Ruf auf eine C-4-Professor für Systematische Theologie in der Philosophischen Fakultät der Technischen Universität Dresden an. Klaus Tanner wurde ordiniert zum Pfarrer der Evangelisch-Lutherischen Kirche in Bayern. 1993 wurde er auf die Professur für Systematische Theologie in der philosophischen Fakultät der TU Dresden berufen. 1997 wechselte er als Professor für Systematische Theologie und Ethik (in Nachfolge von Aleksander Radler) an die Theologische Fakultät der Martin-Luther-Universität Halle-Wittenberg. Seit 2008 hat er die thematisch vergleichbare Professur an der Universität Heidelberg inne. Am 23. Mai 2007 wurde Klaus Tanner zum Mitglied (Matrikel-Nr. 7148) der Deutschen Akademie der Naturforscher Leopoldina gewählt. Seit 2019 ist er Fellow an der Max Planck School „Matter to life“ und dort für ethische Fragen in Forschung und Lehre zuständig.

## Forschung und Lehre
Tanner forscht und lehrt zum Verhältnis des Protestantismus zur und in der politischen Kultur im 19. und 20. Jahrhundert sowie zu Grundfragen und Geschichte der Ethik, zu Religion als symbolischer Kommunikation, Kulturhermeneutik, Rechts- und Demokratieverständnis im Protestantismus, Regulierungsprobleme der Stammzellforschung, die ethischen Herausforderungen und sozialen Konfliktpotentiale der modernen Biotechnologien.
Von 1997 bis 2008 war er Projektleiter im Sonderforschungsbereich 537 „Institutionalität und Geschichtlichkeit“ an der TU Dresden. Er war Fellow im Marsilius-Kolleg der Universität Heidelberg 2010 und 2012. Er ist Mitbegründer und war erster Projektsprecher der Forschungsprojekts EURAT „Ethische und rechtliche Aspekte der Totalsequenzierung des menschlichen Genoms“ an der Universität Heidelberg von 20011-2013. Klaus Tanner war Leiter des interdisziplinären, vom BMBF geförderten Verbundprojekts “Prädiktive Aspekte der Ganzgenomsequenzierung des menschlichen Genoms. Ethische, rechtliche und gesundheitsökonomische Perspektiven” (2013–2014) und Leiter des interdisziplinären, vom BMBF geförderten Verbundprojekts „Das Patentwesen als Medium der Ethisierung und Politisierung der Stammzellforschung und die Konsequenzen seiner Funktionserweiterung für die Lebenswissenschaften“ (2016–2019).
Klaus Tanner war Mitherausgeber der Zeitschrift für Evangelische Ethik (1998-2002 geschäftsführend).

## Gesellschaftspolitische Ämter
Klaus Tanner ist politisch und kirchenpolitisch engagiert. Er war Mitglied als Sachverständiger der Enquete-Kommission „Recht und Ethik der modernen Medizin“ des Deutschen Bundestages in der 14. Legislaturperiode (2000–2002) und Mitglied der Senatskommission der DFG für Grundsatzfragen der Genforschung (2007–2014).
Er war Mitglied der Zentralen Ethikkommission für Stammzellforschung der Bundesregierung am Robert-Koch-Institut seit ihrer Einberufung 2002 und 1. Vorsitzender von November 2011 – August 2020. Weiterhin war Tanner Mitglied der Ethics Working Party des International Stem-Cell-Forum (2004 -2010).
Klaus Tanner ist Mitbegründer und Mitglied des Direktoriums des Interdisziplinären Zentrums „Medizin Ethik Recht“ an der Martin-Luther-Universität Halle-Wittenberg (2001 - 2011).
Im Ethikrat der Max-Planck-Gesellschaft ist Tanner seit 2016 Mitglied.

## Schriften (Auswahl)

### Monographien
- Die fromme Verstaatlichung des Gewissens. Zur Auseinandersetzung um die Legitimität der Weimarer Reichsverfassung in Staatsrechtswissenschaft und Theologie der zwanziger Jahre, (Arbeiten zur kirchlichen Zeitgeschichte: Reihe B, Darstellungen; Bd. 15), Göttingen 1989, 301 S.
- Der lange Schatten des Naturrechts. Eine fundamentalethische Untersuchung, Stuttgart 1993, 248 S.
- mit Paul Kirchhof, Matthias Graf v.d. Schulenburg, Rüdiger Wolfrum, Gösta Gantner, Fruzsina Molnár-Gábor, Martin Frank, Marika Plöthner: Genomanalysen als Informationseingriff. Ethische, juristische und ökonomische Analysen zum prädiktiven Potential der Genomsequenzierung, Heidelberg 2016, 277 S.

### Herausgeber
- mit Friedrich Wilhelm Graf: Protestantische Identität heute, Gütersloh 1992, 304 S.
- Religion und symbolische Kommunikation, Leipzig 2004, 360 S.
- Christentumstheorie. Geschichtsschreibung und Kulturdeutung, Leipzig 2008, 277 S.
- mit Sebastian Böhmer, Constanze Breuer und Thomas Müller-Bahlke: Technologien des Glaubens. Schubkräfte zwischen technologischen Entwicklungen und religiösen Diskursen (Acta Historica Leopoldina), Halle (Saale) 2017, 181 S.[14]

### Beiträge in Sammelbänden und Zeitschriften
- Von der liberal-protestantischen Persönlichkeit zur postmodernen Patchwork-Identität?, in: Protestantische Identität heute, hg. v. Friedrich Wilhelm Graf und Klaus Tanner, Gütersloh 1992, S. 96–104.
- Reduziertes Christentum, in: Geburtsfehler? Vom Fluch und Segen des Christentums. Streitbare Beiträge, hg. v. Robert Leicht, Berlin 2001, S. 141–151.
- Theologie im Kontext der Kulturwissenschaften, in: Berliner Theologische Zeitschrift 19 (2002), S. 83–98.
- Ist Theologie solides Wissen? Bemerkungen zur Aufgabe von Theologie auf der Basis von Kant, Habermas und Cassirer, in: Religion und symbolische Kommunikation, hg. v. Klaus Tanner, Leipzig 2004, S. 15–37.
- Die Macht des Unverfügbaren. Charisma als Gnadengabe in der Thematisierung von Institutionalisierungsprozessen im Christentum, in: Charisma und religiöse Gemeinschaften im Mittelalter, hg. v. Giancarlo Andenna,  Mirko Breitenstein, Gert Melville, (Vita regularis. Ordnungen und Deutungen religiösen Lebens im Mittelalter Bd. 26), Münster 2005, S. 25–44.
- Bekenntnis zum Grundgesetz? Vom indirekten Gottesbezug der Verfassung, in: Politisches Denken ist. Festschrift für Margot von Renesse, hg. von Susann Bräcklein, Jürgen Meyer und Henning Scherf, Frankfurt a. M. u. a. 2005, S. 97–106.
- Ethische Probleme der Stammzellforschung, in: Berlin-Brandenburgische Akademie der Wissenschaften, Berichte und Abhandlungen, Band 12, Berlin 2006, S. 77–97.
- Umgang mit Dissens, in: Der Status des extrakorporalen Embryos. Perspektiven eines interdisziplinären Zugangs, hg. von Giovanni Maio, Medizin und Philosophie. Beiträge aus der Forschung Bd. 9, Stuttgart/Bad Cannstatt 2007, S. 703–719.[15]
- Die Religion(en) und die Bioethik, in: Stammzellforschung in Europa, hg. v. Jan C. Joerden u. a., Frankfurt a. M. 2009, S. 35–54.
- Der Streit in Deutschland um die Stammzellforschung, in: Leopoldina 54 (2009) Reihe 3, S. 397–415.
- “Ein verstehendes Herz”. Über Ethik und Urteilskraft, in: Zeitschrift für evangelische Ethik 56 (2012), 9–23.
- Political Theology According to Benedict XVI, in: Political Theology. Contemporary Challenges and Future Directions, ed. by Francis Schüssler Fiorenza a.o., Louisville 2013, 61–73.
- Auf dem Weg zu einer kulturellen Theorie von Rationalität, in: Technologien des Glaubens. Schubkräfte zwischen technologischen Entwicklungen und religiösen Diskursen, hg. von Sebastian Böhmer, Constanze Breuer, Thomas Müller-Bahlke und Klaus Tanner, Halle (Saale) 2017, 35–49.